# 傑森·李
傑森·麥可·李（英語：Jason Michael Lee，1970年4月25日—），美國男演員、製片人、喜劇演員和滑板運動員。出演過的知名作品如電視劇《樂透趴趴走》（2005年至2009年）、電影《鼠來寶》（2007年），以及凱文·史密斯執導的數部電影，其中包括《耍酷一族》（1995年）。
李是名滑板愛好者，同時也是滑板甲板的製造公司Stereo Skateboards的聯合創始人和共同所有者。

## 早期生活
傑森·李出生於加利福尼亞州的聖塔安娜。他的父親Greg是一家汽車經銷店的經理，而母親Carol則是家庭主婦。李曾就讀於亨廷頓比奇的海景高中。

## 外部連結
- 傑森·李在互联网电影资料库（IMDb）上的資料（英文）